# Blasse Grundel
Die Blasse Grundel (Coryphopterus eidolon) ist eine Fischart aus der Gattung Coryphopterus.

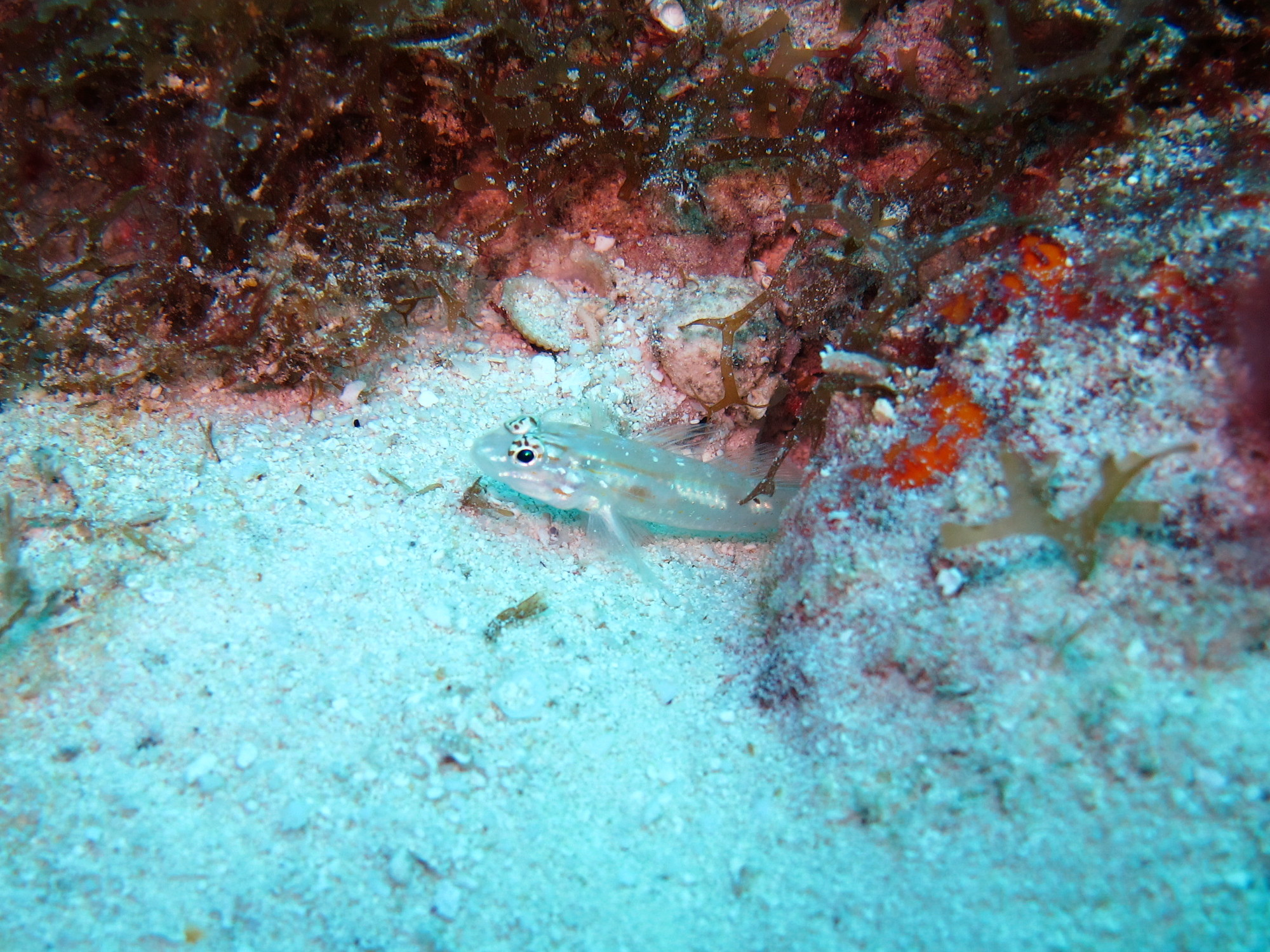
Blasse Grundel im Karibischen Meer, Dominikanische Republik

## Merkmale
Die Blasse Grundel wird maximal etwa 6 cm groß. Sie besitzt die typische Körpergestalt der Grundeln mit großem Maul und sehr großen, vorragenden Augen, der Kopf bei der Art hat etwa ein Drittel der Gesamtlänge. Die Art ist in der Grundfarbe weißlich mit überwiegend gelbem Zeichnungsmuster, mit Ausnahme eines schwarzen Querbalkens am Körperende an der Basis der Schwanzflosse, ansonsten sind einzeln eingestreute schwarze Pigmentzellen (Melanophoren) vorhanden. Vom Auge bis zur Basis der ersten Rückenflosse zieht sich je ein gelber Streifen, der schmal dunkel gesäumt sein kann. Außerdem hat die vordere Körperhälfte gelbe Flecken und Streifen unterschiedlicher Ausdehnung. Charakteristisch und wichtig zur Unterscheidung von verwandten Arten ist das Fehlen anderer schwarzer Zeichnungselemente, insbesondere an der Basis der Flossen. Die gelben Zeichnungselemente verschwinden bei in Alkohol konserviertem Sammlungsmaterial.
Die Art hat sowohl oben wie unten fünf bis sechs Zahnreihen, wobei die Zähne der beiden äußeren Reihen vergrößert sind. Der Oberkiefer kann etwas vorgeschoben werden. Die Kiemenöffnung reicht nach ventral bis zur Basis der Brustflosse, ihre Membran bildet eine v-förmige Falte. Die Brustflossen haben 18 bis 20 Strahlen, die beiden Stacheln sind mit einer Membran (Frenum) verbunden. Die Bauchflossen sind wie bei vielen Grundeln miteinander zu einer durchgehenden Haftscheibe verwachsen. Die ersten Rückenflossen haben sechs freie, nicht mit einer Membran mit der Flosse verbundene Stacheln, die zweiten Brustflossen eine Stachel und 8 bis 11 Strahlen. Der Körper trägt auf der Unterseite bis zur Basis der Brustflossen und Kammschuppen am restlichen Körper Rundschuppen.

## Verbreitung
Die Art lebt vor allem im Karibischen Meer als Teil des westlichen Atlantiks. Sie kommt dort von der Südküste Floridas im Norden bis zum südlichen Golf von Mexiko, unter Einschluss der Bahamas, Haitis und der Jungferninseln vor. Im Süden erreicht die Verbreitung die brasilianische Atlantikküste.

## Lebensweise
Die Blasse Grundel ist vor allem in Korallenriffen, gewöhnlich zwischen 6 und 30 Metern Tiefe, beheimatet.
Angegeben wird oft eine herbivore Ernährungsweise mit benthischen Algen. Genauere Untersuchungen des Mageninhalts ergaben aber eine überwiegend räuberische Ernährung, mit bevorzugter Beute von Kleinkrebsen (Copepoda und Mysida). Weibchen legen die etwa 2 Millimeter langen elliptischen Eier am Meeresboden ab, wo sie mit einer netzartigen Hülle festgeklebt werden. Ein einzelnes Gelege umfasst gut 600 bis mehr als 3000 Eier. Bei der Art sind die Männchen durchschnittlich etwas größer als die Weibchen, es konnte gezeigt werden, dass Individuen bei Größenzunahme ihr Geschlecht wechseln, sie sind also protogyn.

## Gefährdung
Nach der Roten Liste der IUCN (Einschätzung 2010) gilt die Grundel als gefährdet. Gefährdungsursache ist, neben dem allgemeinen Rückgang von Korallenriffen, Prädation durch die eingeschleppten, neozoischen Arten Pazifischer Rotfeuerfisch und Indischer Rotfeuerfisch.

## Taxonomie und Systematik
Die Art wurde 1960 durch James Erwin Böhlke und C. Richard Robins erstbeschrieben. Das Typusmaterial wurde durch Einsatz des Piscizids Rotenon aus Korallenriffen der Bahamas gewonnen, die unauffällige Art war bis dahin übersehen worden. Der Artname eidolon (griech. Trugbild) wurde aufgrund der blassen Färbung gewählt. Coryphopterus eidolon steht innerhalb der Gattung relativ basal. Als Schwesterart wird nach übereinstimmenden morphologischen und genetischen Untersuchungen meist Coryphopterus thrix angegeben, möglicherweise steht die Art aber auch allein nahe der Wurzel der Gattung.